# Atletisme als Jocs Olímpics d'estiu de 1908 - relleus combinats masculins
Els relleus combinats masculins van ser una de les proves disputades durant els Jocs Olímpics de Londres de 1908, sent l'única vegada que s'ha disputat aquesta prova en uns Jocs Olímpics. La prova consistia en una cursa de 1600 metres que es corria amb quatre atletes per equips. La cursa és un procedent dels relleus 4x400, tot i que en aquesta ocasió els atletes corrien diferents distàncies segons el relleu. Així, el primer i segon rellevista corrien dos-cents metres. El tercer corria 400 metres i el darrer en corria 800. La competició es va disputar el 24 i 25 de juliol de 1908 i hi van prendre part 28 atletes de 7 països diferents.
La competició es va disputar en dues rondes.

## Medallistes
| Or                                                                          | Plata                                                                    | Bronze                                                  |
| Estats UnitsWilliam F. Hamilton Nathaniel Cartmell John Taylor Mel Sheppard | Imperi AlemanyArthur Hoffmann · Hans Eicke · Otto Trieloff · Hanns Braun | HongriaPál Simon Frigyes Wiesner József Nagy Odon Bodor |

## Resultats

### Primera ronda
Totes les sèries de la primera ronda es van disputar el 24 de juliol de 1908.
Sèrie 1
Simon aconseguí unes deu iardes sobre Laaftman al final dels primers 200 metres; després Lindberg va guanyar en Racz i Stenborg superà a Nagy durant els 400, donant a Björn un avantatge de tres iardes sobre Bodor en començar els 800 metres. Bodor va ser més ràpid i amb un temps de 1:56.6 va guanyar a Björn per tres iardes.
| Posició | Atleta                                               | País    | Temps    |
| ------- | ---------------------------------------------------- | ------- | -------- |
| 1       | Pál Simon Frigyes Wiesner József Nagy Ödön Bodor     | Hongria | 3:32.6   |
| 2       | Sven Låftman Knut Lindberg Knut Stenborg Evert Björn | Suècia  | (3:33.0) |

Sèrie 2
L'equip alemany va dominar tota la sèrie i cada atleta anà augmentant les diferències. Finalment Braun superà la línia d'arribada amb 90 iardes sobre Evers.
| Posició | Atleta                                               | País          | Temps    |
| ------- | ---------------------------------------------------- | ------------- | -------- |
| 1       | Arthur Hoffmann Hans Eicke Otto Trieloff Hanns Braun | Alemanya      | 3:43.2   |
| 2       | Evert Koops Jacobus Hoogveld Victor Henny Bram Evers | Països Baixos | (3:55.4) |

Sèrie 3
Hamilton va donar als estatunidencs un lleuger avantatge al final dels primers 200 metres, amb els canadencs segons i els britànics tercers. Cartmell amplià el seu avantatge mentre Pankhurst havia superat a Buddo en els segons 200. Durant els 400 Taylor va mantenir el liderat estatunidenc mentre Montague va assegurar la segona posició pels britànics, però Just tenia poques possibilitats d'agafar a Sheppard, que havia guanyat la cursa individual dels 800 metres. Sheppard va acabar amb unes 25 iardes per davant de l'equip britànic.
| Posició | Atleta                                                      | País         | Temps      |
| ------- | ----------------------------------------------------------- | ------------ | ---------- |
| 1       | William Hamilton Nate Cartmell John Taylor Mel Sheppard     | Estats Units | 3:27.2     |
| 2       | George Hawkins Henry Pankhurst Edwin Montague Theodore Just | Regne Unit   | 3:32.0     |
| 3       | Frank Lukeman Donald Buddo Louis Sebert R. Irving Parkes    | Canadà       | desconegut |

### Final
La final es disputà el 25 de juliol de 1908.
En acabar el primer relleu Hamilton tenia unes sis iardes sobre Simon, i amb Hoffmann a una iarda rere l'hongarès. Cartmell i Taylor van incrementar el liderat estatunidenc i Sheppard començà la segona part de la cursa amb un avantatge de quinze iardes sobre Bodor;, una distància que anà augmentant fins a les vint-i-cinc iardes sobre el segon classificat a la fi de la cursa. Per la seva banda, Braun i Bodor van lluitar aferrissadament per la segona posició, i finalment l'alemany en fou el vencedor per cinc polzades.
| Posició | Atleta                                                  | País         | Parcials                    | Temps  |
| ------- | ------------------------------------------------------- | ------------ | --------------------------- | ------ |
| 1       | William Hamilton Nate Cartmell John Taylor Mel Sheppard | Estats Units | 0:22.0 0:22.2 0:49.8 1:55.4 | 3:29.4 |
| 2       | Arthur Hoffmann Hans Eicke Otto Trieloff Hanns Braun    | Alemanya     |                             | 3:32.4 |
| 3       | Pál Simon Frigyes Wiesner József Nagy Ödön Bodor        | Hongria      |                             | 3:32.5 |